# 非價格競爭
非價格競爭（英語：non-price competition）
以產品和市場區隔這兩個構面，定義出四種以差異化為基礎的非價格競爭策略。

## 非價格競爭策略
- 市場滲透(market penetration)
  - 在既有的市場與產品，擴張既有產品的市占率。

- 產品開發(product development)
  - 在既有市場中，開發新的產品取代現有產品。

- 市場開發(market development)
  - 為既有產品找尋新的市場。

- 產品增殖(product proliferation)
  - 滿足每一個市場區隔的顧客需求。